# Richard Seddon
Richard John Seddon, född den 22 juni 1845 i Eccleston i Lancashire, England, död den 9 juni 1906 på resa mellan Sydney och Nya Zeeland, var en nyzeeländsk statsman.

## Biografi
Seddon var son till en skollärare, gick i lära som gjutare och emigrerade 1863 till Melbourne, men flyttade 1866 till Nya Zeeland, där han först var gruvarbetare och sedermera satte upp en diversehandel. 
Seddon vann ortsbefolkningens förtroende, valdes till borgmästare i Kumara och var 1876-91 ordförande i provinsrådet. Från 1879 till sin död tillhörde han representanthuset i Nya Zeelands parlament. Han anslöt sig till den radikalt socialreformatoriska grupp bland liberalerna, som samlades kring John Ballance. 
I dennes ministär blev Seddon 1891 minister för gruvdrift, offentliga arbeten och försvarsväsen, och efter Ballances död (27 april 1893) blev Seddon i maj dennes efterträdare som premiärminister. Denna post behöll han till sin död, men förenade därmed under olika tider olika departementsportföljer. Det var under dessa år Seddons rika och impulsiva personlighet, som gav sin prägel åt Nya Zeelands hela politik. 
Han genomförde i september 1893, om än personligen föga benägen för denna reform, sin företrädares lagförslag om allmän rösträtt för kvinnor. Därefter följde småningom ett omfattande system av arbetarskyddslagar och en lag om obligatorisk medling och skiljedom i arbetstvister, lag om ålderdomspensionering (1898), betydlig utsträckning av den kommunala rösträtten (samma år) samt lag om understöd vid olycksfall i arbete (1900). 
Nybyggarverksamheten främjades genom en 1894 antagen lag om hypotekslån i stor skala från staten till jordbrukare. Riksförsäkringsanstalter upprättades 1899 för olycksfall och 1903 för brandskada. Immigrationsväsendet ordnades 1899 på ett sätt, som faktiskt omöjliggjorde invandring av japaner.
Seddon besökte 1897 och 1902 de koloniala konferenserna i London och tog där starkt intryck av Joseph Chamberlains planer på koloniernas intimare sammanslutning med moderlandet genom ett preferenstullsystem. Vid boerkrigets utbrott 1899 gick Seddon i spetsen för koloniernas lojala uppslutning kring moderlandet, och 1903 genomförde han en lag om preferenstariff för brittiska varor. 
Seddon var lågande patriot, övertygad demokrat, god talare och energisk administratör; hans medryckande personlighet gjorde honom populär först i hemorten, så i hela Nya Zeeland och till sist i hela det brittiska imperiet.